# 벨기에 축구 국가대표 B팀
벨기에 축구 국가대표 B팀은 가끔 벨기에 축구 국가대표팀의 지원 역할을 했던 2군 축구 팀이었다. 때때로 룩셈부르크의 국가대표과 같은 A대표팀과 경기를 하기도 했으며,  다른 축구 협회의 'B' 또는 U-23 팀과 경기를 치른 적도 있다. 1924년 팀이 처음 이용된 이후 최소 104개의 경기를 치렀다. 대부분은 룩셈부르크를 상대로 했지만, 영국, 프랑스, 노르웨이, 이탈리아, 포르투갈, 스위스와 같은 대표팀과도 경기를 치렀다. 마지막으로 기록된 경기는 2000년 2월(프랑스 B와의 1-1 무승부)이었다.